# August Belmont IV
August Belmont IV (30 décembre 1908 - 10 juillet 1995) est un banquier d'investissement américain et propriétaire de chevaux de course pur-sang.

## Biographie
Il est né le 30 décembre 1908 d'August Belmont III (1882-1919) et d'Alice W. de Goicouria, il est banquier de quatrième génération et propriétaire de chevaux de course.
Alors qu'il est étudiant à l'âge de dix-neuf ans, il hérite du château de Belcourt à Newport, Rhode Island, de son oncle, Oliver Belmont. Cependant, il ne conserve pas la propriété et la transfère à un autre oncle, Perry Belmont. Diplômé de l'Université Harvard en 1931, August Belmont IV travaille pour la société de valeurs mobilières de Bonbright & Co. et reste dans l'industrie pour toute sa carrière. Dans la dernière partie des années 1940, il est embauché par un ami proche Douglas Dillon pour travailler pour Dillon, Read & Co. Belmont devient associé de la société de banque d'investissement et en est le président de 1962 jusqu'à sa retraite en 1971.
Il se marie pour la première fois en 1931 avec Elizabeth Lee Saltonstall de Boston avec qui il a quatre enfants. Ils divorcent en 1946 et il épouse Louise Vietor Winston.
En 1982, August Belmont IV devient président du Jockey Club.
Résident de Syosset à Long Island, New York, après sa retraite de la banque, August Belmont IV s'installe à Easton, Maryland, où il est décédé en 1995 à l'âge de quatre-vingt-six ans.

## Courses
August Belmont IV suit une tradition familiale en devenant propriétaire de chevaux de course. Cependant, son implication est dans une bien moindre mesure que son grand-père, August Belmont Jr., fondateur de Belmont Park, et son arrière-grand-père, August Belmont, en l'honneur de qui la troisième étape de la série US Triple Crown, les Belmont Stakes est nommée. Parmi ses gagnants, seul ou en partenariat, figurent Dew Line, Heed, Quadratic et Caveat avec qui il remporte les Belmont Stakes de 1983.